# Gypsophila vinogradovii
Gypsophila vinogradovii là loài thực vật có hoa thuộc họ Cẩm chướng. Loài này được Safonov mô tả khoa học đầu tiên năm 1967.